# Mosteiro de Santa Maria de Miranda
O Mosteiro de Santa Maria de Miranda localiza-se na freguesia de Miranda, município de Arcos de Valdevez, Distrito de Viana do Castelo, em Portugal.

## História
O Mosteiro de Santa Maria de Miranda era masculino, e pertencia à Ordem de São Bento.